# Лагранжева механика
Лагранжева механика — формулировка классической механики, введённая Луи Лагранжем в 1788 году. В лагранжевой механике траектория объекта получается при помощи отыскания пути, который минимизирует действие — интеграл от функции Лагранжа по времени. Функция Лагранжа для классической механики вводится в виде разности между кинетической энергией и потенциальной энергией.
Подход Лагранжа значительно упрощает множество физических задач. Например, при рассмотрении бусинки на обруче если вычислять её траекторию движения, используя второй закон Ньютона, то нужно записать набор уравнений, принимающих во внимание все силы, действующие на обруч со стороны бусинки в каждый момент времени. С использованием лагранжевой механики решение той же самой задачи становится проще. Нужно рассмотреть все возможные движения бусинки по обручу и математически найти то, которое минимизирует действие. Здесь меньше уравнений, так как не надо непосредственно вычислять влияние обруча на бусинку в каждый момент времени. В данной задаче уравнение всего одно, и его можно получить также из закона сохранения механической энергии.

## Сущность лагранжевой механики

### Лагранжиан и принцип наименьшего действия
Механическая система характеризуется обобщёнными координатами {\displaystyle q} и обобщёнными скоростями {\displaystyle {\dot {q}}}. Механической системе ставится в соответствие функция Лагранжа — лагранжиан, зависящая от обобщённых координат и скоростей, и, возможно, непосредственно от времени — {\displaystyle L(q,{\dot {q}},t)}. Интеграл по времени от лагранжиана при заданной траектории называют действием {\displaystyle S}:
{\displaystyle S=\int _{t_{0}}^{t_{1}}L(q,{\dot {q}},t)dt}
Уравнения движения в лагранжевой механике основаны на принципе наименьшего (стационарного) действия (принцип Гамильтона) — система движется по траектории, которая соответствует минимальному действию (хотя бы в некоторой малой окрестности множества возможных траекторий). Под стационарностью подразумевается, что действие не меняется в первом порядке малости при бесконечно малом изменении траектории, с закреплёнными начальной {\displaystyle (q_{0},\;t_{0})} и конечной {\displaystyle (q_{1},\;t_{1})} точками. Принцип Гамильтона запишется в виде
{\displaystyle \delta S=0.}
Любая такая траектория называется прямым путём между двумя точками. Все остальные пути называются окольными.
Нужно соблюдать осторожность и помнить, что из равенства нулю первой вариации действия следует лишь его стационарность, но не минимальность действия. Легко заметить, что максимального значения функционал действия в классической механике принимать не может, так как частица может пройти тот же самый путь с большей скоростью, при этом её кинетическая энергия на всём пути будет больше, а потенциальная энергия не изменится, то есть действие не ограничено сверху (если не накладывать ограничений на скорости). Однако две точки могут соединяться несколькими путями, на которых действие принимает стационарное значение. Простейший пример — свободное движение точки по сфере, при котором существует бесконечно много равноправных способов попасть в диаметрально противоположную точку. Возможны более сложные случаи, когда точки соединяются несколькими прямыми путями, но значение действия на них различно.
Точка {\displaystyle M_{2}} называется сопряжённым кинетическим фокусом для точки {\displaystyle M_{1}}, если через {\displaystyle M_{1}} и {\displaystyle M_{2}} проходят несколько прямых путей.
В буквальном смысле принцип наименьшего действия справедлив лишь локально. А именно, имеет место
- Теорема Бобылёва[1]: действие вдоль прямого пути {\displaystyle M_{1}M_{2}} имеет наименьшее значение по сравнению с окольными путями, если на дуге {\displaystyle M_{1}M_{2}} нет сопряжённого для {\displaystyle M_{1}} кинетического фокуса.

Из принципа Гамильтона в соответствии с вариационным исчислением получаются уравнения Эйлера-Лагранжа:
{\displaystyle {\frac {d}{dt}}{\frac {\partial L}{\partial {\dot {q}}}}-{\frac {\partial L}{\partial q}}=0}
Если ввести обозначения
{\displaystyle p={\frac {\partial L}{\partial {\dot {q}}}}} — обобщённые импульсы,
{\displaystyle F={\frac {\partial L}{\partial q}}} — обобщённые силы,
то уравнения Эйлера-Лагранжа примут вид
{\displaystyle {\frac {dp}{dt}}=F},
то есть форму обобщённого второго закона Ньютона.
Лагранжиан системы определяется с точностью до полной производной по времени от произвольной функции координат и времени. Добавление такой функции в лагранжиан не влияет на вид уравнений движения.

### Лагранжиан в инерциальных системах отсчёта
Принципиально важная особенность лагранжиана — аддитивность для невзаимодействующих систем — лагранжиан совокупности невзаимодействующих систем равен сумме их лагранжианов. Другой важный принцип классической механики — принцип относительности Галилея — одинаковость законов в разных инерциальных системах. Кроме этого используются общие предположения однородности и изотропности пространства и однородности времени. Эти принципы означают инвариантность (с точностью до указанной неопределённости) лагранжиана относительно тех или иных преобразований.
В частности, для свободно движущейся системы (материальной точки) в инерциальной системе из принципов однородности пространства и времени следует, что лагранжиан должен быть функцией только скорости. Изотропность пространства означает, что лагранжиан зависит только от абсолютной величины скорости, а не от направления, то есть фактически {\displaystyle L=L(v^{2})}. Далее воспользуемся принципом относительности. Вариация лагранжиана равна {\displaystyle \delta L={\frac {\partial L}{\partial v^{2}}}2v\delta v}. Эта вариация будет полной производной по времени только если {\displaystyle {\frac {\partial L}{\partial v^{2}}}=const}, откуда получаем, что лагранжиан прямо пропорционален квадрату скорости:
{\displaystyle L={\frac {m}{2}}v^{2}}.
Параметр {\displaystyle m} — как можно показать из уравнений движения — это масса частицы, а лагранжиан по сути равен кинетической энергии.
Из уравнений движения следует тогда, что производная лагранжиана по скорости является постоянной величиной. Но эта производная равна {\displaystyle mv} исходя из вида лагранжиана. Следовательно вектор скорости свободно движущейся частицы в инерциальной системе является постоянным (первый закон Ньютона)
Из аддитивности лагранжиана следует, что для системы невзаимодействующих частиц лагранжиан будет равен
{\displaystyle L=\sum _{i}^{n}{\frac {m_{i}}{2}}v_{i}^{2}}.
В случае замкнутой системы взаимодействующих частиц к данному лагранжиану следует добавить функцию координат (а иногда и скоростей), которая зависит от характера взаимодействия:
{\displaystyle L=\sum _{i}{\frac {m_{i}}{2}}v_{i}^{2}-U(r_{1},r_{2},...,r_{n})}.
Аналогичный вид имеет лагранжиан открытой системы во внешнем поле. В этом случае функции координат и скоростей поля считаются заданными, поэтому кинетическую часть лагранжиана поля можно не принимать во внимание как функцию только времени. Поэтому лагранжиан большой системы (включающей внешнее поле) описывается лагранжианом данной системы плюс функция поля от координат и скоростей системы, а также, возможно времени.
Для одной частицы во внешнем поле лагранжиан будет равен
{\displaystyle L=mv^{2}/2-U(r,t)}.
Отсюда нетрудно вывести уравнения движения
{\displaystyle m{\dot {v}}=-{\frac {\partial U}{\partial r}}=F}.
Это не что иное, как второй закон Ньютона.

### Законы сохранения (интегралы движения)
Однородность и изотропность пространства и времени приводят к наиболее часто используемым законам сохранения — т. н. аддитивным интегралам движения.

#### Закон сохранения энергии
Из однородности времени следует, что лагранжиан не зависит от времени непосредственно, следовательно
{\displaystyle {\frac {dL}{dt}}=\sum _{i}{\frac {\partial L}{\partial q_{i}}}{\dot {q_{i}}}+\sum _{i}{\frac {\partial L}{\partial {\dot {q_{i}}}}}{\ddot {q_{i}}}}.
Используя уравнения Эйлера-Лагранжа, отсюда получаем
{\displaystyle {\frac {dL}{dt}}=\sum _{i}\left({\frac {d}{dt}}{\frac {\partial L}{\partial {\dot {q}}_{i}}}\right){\dot {q_{i}}}+\sum _{i}{\frac {\partial L}{\partial {\dot {q_{i}}}}}{\ddot {q_{i}}}=\sum _{i}{\frac {d}{dt}}\left({\frac {\partial L}{\partial {\dot {q}}_{i}}}{\dot {q_{i}}}\right)}
и далее
{\displaystyle {\frac {d}{dt}}\left(\sum _{i}{\frac {\partial L}{\partial {\dot {q}}_{i}}}{\dot {q_{i}}}-L\right)=0}.
Таким образом, величина
{\displaystyle E=\sum _{i}{\frac {\partial L}{\partial {\dot {q}}_{i}}}{\dot {q_{i}}}-L=\sum _{i}p_{i}{\dot {q_{i}}}-L},
называемая энергией системы, не изменяется со временем. Это закон сохранения энергии.
Учитывая вид лагранжиана для замкнутой или находящейся во внешнем поле системы
{\displaystyle L=T(q,{\dot {q}})-U(q)},
где {\displaystyle T(q,{\dot {q}})} — однородная квадратическая функция скоростей, исходя из теоремы Эйлера об однородных функциях, получаем
{\displaystyle E=2T-(T-U)=T+U}.
Таким образом, энергия системы складывается из двух компонент — кинетической энергии и потенциальной.

#### Закон сохранения импульса
Однородность пространства означает инвариантность лагранжиана относительно параллельных переносов. Имеем для вариации лагранжиана
{\displaystyle \delta L=\sum _{i}{\frac {\partial L}{\partial \mathbf {r} _{i}}}\delta \mathbf {r} _{i}=\left(\sum _{i}{\frac {\partial L}{\partial \mathbf {r} _{i}}}\right)\delta \mathbf {r} =0}.
Поскольку {\displaystyle \delta \mathbf {r} } — произвольна, имеем
{\displaystyle \sum _{i}{\frac {\partial L}{\partial \mathbf {r} _{i}}}=0}.
Данное соотношение с учётом введённого понятия обобщённой силы означает, что векторная сумма сил равна нулю (в частном случае двух тел — действие равно противодействию — третий закон Ньютона).
Подставляя данное равенство в уравнения Эйлера-Лагранжа, получим
{\displaystyle {\frac {d}{dt}}\left(\sum _{i}{\frac {\partial L}{\partial {\dot {\mathbf {r_{i}} }}}}\right)=0}.
Следовательно, выражение в скобках
{\displaystyle P=\sum _{i}{\frac {\partial L}{\partial {\dot {\mathbf {r} }}_{i}}}=\sum _{i}m_{i}\mathbf {v} _{i}},
являющееся векторной величиной, называемой импульсом, сохраняется во времени. Это закон сохранения импульса.
Закон сохранения импульса системы частиц может быть сформулирован как равномерность и прямолинейность движения центра тяжести системы.

#### Закон сохранения момента импульса
Изотропность пространства означает инвариантность лагранжиана замкнутой механической системы относительно поворотов. Если определить по правилу винта вектор бесконечно малого поворота {\displaystyle \delta \mathbf {\phi } }, то изменения радиус-вектора и вектора скорости будут равны векторным произведения вектора поворота на радиус вектор или вектор скорости соответственно:
{\displaystyle \delta \mathbf {r} =[\delta \mathbf {\phi } ,\mathbf {r} ]}, {\displaystyle \delta \mathbf {v} =[\delta \mathbf {\phi } ,\mathbf {v} ]}.
Неизменность лагранжиана означает, что
{\displaystyle \delta L=\sum _{i}\left({\frac {\partial L}{\partial \mathbf {r} _{i}}}\delta \mathbf {r} _{i}+{\frac {\partial L}{\partial \mathbf {v} _{i}}}\delta \mathbf {v} _{i}\right)=\sum _{i}\left(\mathbf {\dot {p}} _{i}\delta \mathbf {r} _{i}+\mathbf {p} _{i}\delta \mathbf {v} _{i}\right)=0}.
Подставляя сюда выражения для изменений радиус-вектора и вектора скорости, получаем:
{\displaystyle \sum _{i}\left({\dot {\mathbf {p} }}_{i}[\delta \mathbf {\phi } ,\mathbf {r} _{i}]+\mathbf {p} _{i}[\delta \mathbf {\phi } ,\mathbf {v} _{i}]\right)=\delta \phi \sum _{i}\left([\mathbf {r} _{i},{\dot {\mathbf {p} }}_{i}]+[\mathbf {v} _{i},\mathbf {p} _{i}]\right)=\delta \phi \sum _{i}{\frac {d[\mathbf {r} _{i},\mathbf {p} _{i}]}{dt}}=0}.
Учитывая произвольность вектора поворота, окончательно можно записать
{\displaystyle {\frac {d}{dt}}\sum _{i}[\mathbf {r} _{i},\mathbf {p} _{i}]=0}.
Это означает, что векторная величина
{\displaystyle \mathbf {M} =\sum _{i}[\mathbf {r} _{i},\mathbf {p} _{i}]}
сохраняется. Эта величина и называется моментом импульса или просто моментом.

## Вывод уравнений Лагранжа из ньютоновской механики
Рассмотрим единственную частицу с массой {\displaystyle m} и радиус-вектором {\displaystyle \mathbf {r} }. Предполагаем, что силовое поле {\displaystyle \mathbf {F} }, в котором и под действием которого она совершает своё движение, может быть выражено как градиент скалярной функции — потенциальной энергии {\displaystyle U(\mathbf {r} ,\;t)} (этому условию удовлетворяют, например, гравитационное и электрическое поле, и не удовлетворяют магнитные поля):
{\displaystyle \mathbf {F} =-\nabla U.}
Такая сила не зависит от производных {\displaystyle \mathbf {r} }, поэтому второй закон Ньютона формирует 3 обыкновенных дифференциальных уравнения второго порядка. Движение частицы может быть полностью описано тремя независимыми переменными, называемыми степенями свободы. Очевидный набор переменных — {\displaystyle \{r_{j},\;r'_{j}\mid j=1,\;2,\;3\}} (декартовы компоненты {\displaystyle \mathbf {r} } в данный момент времени).
Обобщая, мы можем работать с обобщёнными координатами, {\displaystyle q_{j}}, и их производными, обобщёнными скоростями {\displaystyle q'_{j}}. Радиус-вектор {\displaystyle \mathbf {r} } связан с обобщёнными координатами некоторым уравнением преобразования:
{\displaystyle \mathbf {r} =\mathbf {r} (q_{i},\;t),\quad i=1,\;\ldots ,\;N,}
где {\displaystyle N} — число степеней свободы системы.
Например, для плоского движения математического маятника длиной {\displaystyle l} логичным выбором обобщённой координаты будет угол отклонения {\displaystyle \theta } от вертикали подвеса, для которого уравнения преобразования имеют вид
{\displaystyle \mathbf {r} (\theta ,\;\theta ',\;t)=(l\sin \theta ,\;l\cos \theta ).}
Термин обобщённые координаты остался от того периода, когда декартовы координаты были системой координат по умолчанию.
Рассмотрим произвольное смещение {\displaystyle \delta \mathbf {r} } частицы. Работа, совершаемая приложенной силой {\displaystyle \mathbf {F} }, равна {\displaystyle \delta W=\mathbf {F} \cdot \delta \mathbf {r} }. Используя второй закон Ньютона, запишем:
{\displaystyle m\mathbf {\ddot {r}} \cdot \delta \mathbf {r} =\mathbf {F} \cdot \delta \mathbf {r} .}
Перепишем это уравнение в терминах обобщённых координат и скоростей. С правой стороны равенства
{\displaystyle \mathbf {F} \cdot \delta \mathbf {r} =-\mathrm {grad} \,U\cdot \sum \limits _{i}\displaystyle {\partial \mathbf {r}  \over \partial q_{i}}\delta q_{i}=-\sum \limits _{i,\;j}\displaystyle {\partial U \over \partial r_{j}}\displaystyle {\partial r_{j} \over \partial q_{i}}\delta q_{i}=-\sum \limits _{i}\displaystyle {\partial U \over \partial q_{i}}\delta q_{i}.}
Левая сторона равенства более сложна, но после некоторых перестановок мы получим:
{\displaystyle m\mathbf {\ddot {r}} \cdot \delta \mathbf {r} =\sum _{i}\left[{d \over dt}{\partial T \over \partial q'_{i}}-{\partial T \over \partial q_{i}}\right]\delta q_{i},}
где {\displaystyle T={\frac {m}{2}}{\dot {\mathbf {r} }}^{2}} — кинетическая энергия частицы. Уравнение для работы запишется в виде
{\displaystyle \sum _{i}\left[{d \over dt}{\partial {T} \over \partial {{\dot {q}}_{i}}}-{\partial {(T-U)} \over \partial q_{i}}\right]\delta q_{i}=0.}
Это выражение должно быть верно для любых изменений {\displaystyle \delta q_{i}}, поэтому
{\displaystyle \left[{d \over dt}{\partial {T} \over \partial {{\dot {q}}_{i}}}-{\partial {(T-U)} \over \partial q_{i}}\right]=0}
для каждой обобщённой координаты {\displaystyle \delta q_{i}}. Можно и дальше упростить это выражение, если заметить, что {\displaystyle U} — функция только {\displaystyle \mathbf {r} } и {\displaystyle t}, и {\displaystyle \mathbf {r} } — функция обобщённых координат и {\displaystyle t}. Тогда {\displaystyle U} не зависит от обобщённых скоростей:
{\displaystyle {d \over dt}{\partial {U} \over \partial {{\dot {q}}_{i}}}=0.}
Вставляя это в предыдущее уравнение и заменяя {\displaystyle L=T-U}, получим уравнения Лагранжа:
{\displaystyle {\partial {L} \over \partial q_{i}}={d \over dt}{\partial {L} \over \partial {{\dot {q}}_{i}}}.}
Так же, как и уравнения Ньютона, уравнения Лагранжа являются уравнениями второго порядка, что следует из их вывода. Для каждой обобщённой координаты {\displaystyle q_{i}} есть одно уравнение Лагранжа. Когда {\displaystyle q_{i}=r_{i}} (то есть обобщённые координаты — просто декартовы координаты), можно легко проверить, что уравнения Лагранжа сводятся ко второму закону Ньютона.
Вышеприведённый вывод может быть обобщён на систему из {\displaystyle N} частиц. Тогда будет {\displaystyle 3N} обобщённых координат, связанных с координатами положения {\displaystyle 3N} уравнениями преобразования. В каждом из {\displaystyle 3N} уравнений Лагранжа, {\displaystyle T} — полная кинетическая энергия системы, и {\displaystyle U} полная потенциальная энергия.
Практически, часто легче решить проблему, используя уравнения Эйлера — Лагранжа, а не законы Ньютона, потому что соответствующие обобщённые координаты {\displaystyle q_{i}} могут быть выбраны с учётом симметрий задачи.

## Примеры задач
Задача 1. Рассмотрим точечную бусинку массы {\displaystyle m}, движущуюся без трения по неподвижному вертикальному кольцу. Система имеет одну степень свободы. Выберем в качестве координаты угол {\displaystyle \varphi } отклонения радиуса, направленного к бусинке, от вектора силы тяжести {\displaystyle m{\vec {g}}}. Кинетическая энергия запишется в виде
{\displaystyle T={\frac {mr^{2}{\dot {\varphi }}^{2}}{2}},}
а потенциальная энергия равна
{\displaystyle U=-mgr\cos \varphi .}
Функция Лагранжа для этой системы
{\displaystyle L=T-U={\frac {mr^{2}{\dot {\varphi }}^{2}}{2}}+mgr\cos \varphi .}
Уравнения Лагранжа примут вид:
{\displaystyle {\frac {d}{dt}}{\frac {\partial L}{\partial {\dot {\varphi }}}}-{\frac {\partial L}{\partial \varphi }}={\frac {d}{dt}}(mr^{2}{\dot {\varphi }})+mgr\sin \varphi =mr^{2}{\ddot {\varphi }}+mgr\sin \varphi =0.}
Это уравнение можно также получить, продифференцировав по времени закон сохранения механической энергии.
Для маленьких углов {\displaystyle \varphi } синус угла равен самому углу: {\displaystyle \sin \varphi \approx \varphi }. В этом случае получим
{\displaystyle mr^{2}{\ddot {\varphi }}=-mgr\,\varphi } то есть
{\displaystyle {\ddot {\varphi }}=-{\frac {g}{r}}\,\varphi }
Это дифференциальное уравнение известно из уравнений движения Ньютона и имеет решение
{\displaystyle \varphi (t)=A\cos \omega t+B\sin \omega t}
где константы {\displaystyle A} и {\displaystyle B} зависят от начальных условий, а {\displaystyle \omega ={\sqrt {\frac {g}{r}}}}
Задача 2. Рассмотрим точечную бусинку массы {\displaystyle m}, движущуюся без трения по вертикальному кольцу, вращающемуся вокруг своей вертикальной оси с постоянной угловой скоростью {\displaystyle \omega }. Система имеет одну степень свободы. Выберем в качестве координаты угол {\displaystyle \varphi } отклонения радиуса, направленного к бусинке, от вектора силы тяжести {\displaystyle m{\vec {g}}}. Кинетическая энергия запишется в виде
{\displaystyle T={\frac {m}{2}}(r^{2}{\dot {\varphi }}^{2}+r^{2}\sin ^{2}\varphi \,{\dot {\theta }}^{2})},
где {\displaystyle \theta } — угол поворота кольца. Потенциальная энергия равна
{\displaystyle U=-mgr\cos \varphi }.
Функция Лагранжа для этой системы
{\displaystyle L=T-U={\frac {m}{2}}(r^{2}{\dot {\varphi }}^{2}+r^{2}\sin ^{2}\varphi \,{\dot {\theta }}^{2})+mgr\cos \varphi }.
Уравнения Лагранжа примут вид
{\displaystyle {\frac {d}{dt}}{\frac {\partial L}{\partial {\dot {\varphi }}}}-{\frac {\partial L}{\partial \varphi }}={\frac {d}{dt}}(mr^{2}{\dot {\varphi }})-mr^{2}\sin \varphi \cos \varphi \,{\dot {\theta }}^{2}+mgr\sin \varphi =}
{\displaystyle \qquad \qquad =mr^{2}{\ddot {\varphi }}-{\frac {mr^{2}\omega ^{2}}{2}}\sin 2\varphi +mgr\sin \varphi =0},
так как {\displaystyle \theta =\theta _{0}+\omega t} — заданная функция времени (не обобщённая координата).
Задача 3. Если бы скорость вращения кольца не была бы нам задана, а определялась бы движением системы (скажем, вращающееся без трения лёгкое кольцо), то вместо одного уравнения Лагранжа мы получили бы два (уравнения для {\displaystyle \varphi } и для {\displaystyle \theta }):
{\displaystyle {\frac {d}{dt}}{\frac {\partial L}{\partial {\dot {\varphi }}}}-{\frac {\partial L}{\partial \varphi }}=0,\quad {\frac {d}{dt}}{\frac {\partial L}{\partial {\dot {\theta }}}}-{\frac {\partial L}{\partial \theta }}=0,}
{\displaystyle mr^{2}{\ddot {\varphi }}-{\frac {mr^{2}{\dot {\theta }}^{2}}{2}}\sin 2\varphi +mgr\sin \varphi =0,\quad {\frac {d}{dt}}(mr^{2}\sin ^{2}\varphi \,{\dot {\theta }})=0.}
Эти уравнения можно также получить, продифференцировав по времени закон сохранения механической энергии и закон сохранения момента импульса.

## Релятивистская лагранжева механика
Базовый постулат теории относительности — постоянство скорости света во всех инерциальных системах приводит к инвариантной величине, называемой интервалом s, являющимся специфической метрикой в четырёхмерном пространстве-времени:
{\displaystyle s^{2}=c^{2}t^{2}-\mathbf {x} ^{2}}.
Для произвольно (то есть не обязательно равномерно и прямолинейно) движущейся системы можно рассмотреть бесконечно малые промежутки времени, в течение которых движение можно считать равномерным. Пусть за промежуток времени {\displaystyle dt} по неподвижным часам движущийся объект проходит расстояние dx. Тогда для интервала имеем выражение
{\displaystyle ds^{2}=c^{2}dt^{2}-dx^{2}=c^{2}dt^{2}(1-dx^{2}/c^{2}dt^{2})=c^{2}dt^{2}(1-v^{2}/c^{2})}.
Следовательно,
{\displaystyle ds=cdt{\sqrt {1-v^{2}/c^{2}}}}.
Интегрируя, получим
{\displaystyle S=\int _{t_{1}}^{t_{2}}cdt{\sqrt {1-v^{2}/c^{2}}}}.
Следовательно, если принять лагранжиан релятивистской частицы пропорциональным подынтегральной функции от скорости, то указанный интеграл будет инвариантным относительно инерциальных систем действием.
Из соображений совпадения с классической механикой при малых скоростях лагранжиан свободной релятивистской частицы в инерциальной системе в конечном итоге равен
{\displaystyle L=-mc^{2}{\sqrt {1-v^{2}/c^{2}}}}.
Соответственно, релятивистский импульс равен
{\displaystyle \mathbf {p} ={\frac {\partial L}{\partial \mathbf {v} }}={\frac {m\mathbf {v} }{\sqrt {1-v^{2}/c^{2}}}}};
релятивистская энергия равна
{\displaystyle E=\mathbf {pv} -L={\frac {mc^{2}}{\sqrt {1-v^{2}/c^{2}}}}}.
Видно, что даже при нулевой скорости частица обладает энергией (в отличие от классической механики), которую называют энергией покоя.
Отсюда несложно получить релятивистское соотношение между энергией и импульсом
{\displaystyle E^{2}=p^{2}c^{2}+m^{2}c^{4}}.

## Лагранжев формализм в теории поля
В теории поля сумма лагранжианов частиц механической системы заменяется интегралом по некоторому объёму пространства от так называемой лагранжевой плотности (в теории поля лагранжеву плотность иногда и называют лагранжианом):
{\displaystyle L=\int _{V}{\mathcal {L}}d^{3}r}.
Соответственно действие равно
{\displaystyle S=\int _{t_{0}}^{t}\int _{V}{\mathcal {L}}d^{3}rdt=\int _{X}{\mathcal {L}}d^{4}x},
где в последней формуле предполагается интегрирование по четырёхмерному пространству-времени.
Предполагается, что лагранжева плотность не зависит непосредственно от координат, а зависит от полевой функции и её первых производных. Уравнения Эйлера-Лагранжа в данном случае имеют вид:
{\displaystyle {\frac {\partial {\mathcal {L}}}{\partial u_{a}(x)}}-\partial _{\nu }\left({\frac {\partial {\mathcal {L}}}{\partial (\partial _{\nu }u_{a}(x))}}\right)=0}.

## Расширения лагранжевой механики
Гамильтониан, обозначаемый {\displaystyle \mathbf {H} }, получается при выполнении преобразований Лежандра над функцией Лагранжа. Гамильтониан — основание для альтернативной формулировки классической механики, известной как гамильтонова механика. Эта функция особенно распространена в квантовой механике (см. Гамильтониан (квантовая механика)).
В 1948 году Фейнман изобрёл формулировку с привлечением интегралов по траекториям и распространил принцип наименьшего действия на квантовую механику. В этой формулировке частицы путешествуют по всем возможным траекториям между начальным и конечным состояниями; вероятность определённого конечного состояния вычисляется суммированием (интегрированием) по всем возможным траекториям, приводящим к нему. В классическом случае формулировка интеграла по траекториям полностью воспроизводит принцип Гамильтона.

## Классические работы
- Лагранж Ж. Аналитическая механика, том 1. — М.-Л.: ГИТТЛ, 1950.
- Лагранж Ж. Аналитическая механика, том 2. — М.-Л.: ГИТТЛ, 1950.
- Вариационные принципы механики. Сборник статей классиков науки. Под редакцией Полак Л. С. — М.: Физматгиз, 1959.